# Hyperolius benguellensis
Hyperolius benguellensis är en groddjursart som beskrevs av Bocage 1893. Hyperolius benguellensis ingår i släktet Hyperolius och familjen gräsgrodor. IUCN kategoriserar arten globalt som livskraftig. Inga underarter finns listade i Catalogue of Life.